# 177-es busz (Budapest)
A budapesti 177-es jelzésű autóbusz Rákospalota, Fő út és Rákosszentmihály, MÁV-állomás között közlekedett. A vonalat a Budapesti Közlekedési Zrt. üzemeltette.

## Története
1974-től 1976-ig 77Y jelzéssel közlekedett a Kolozsvár utca (később Czabán Samu tér) és az ERŐKAR (mai Késmárk utca) között. Az 1977-es átszámozáskor a 177-es jelzést kapta. 1982. október 1-jétől a Rákospalota, Czabán Samu tér (mai Széchenyi tér) és Rákosszentmihály, MÁV-állomás között közlekedett. Az 1990-es években végállomását a Fő úthoz helyezték át. 2007. augusztus 21-étől 231-es jelzéssel az Örs vezér térig meghosszabbítva jár, illetve mindkét irányban már a Pálya utcában halad.

## Útvonala
| Rákosszentmihály, MÁV-állomás felé | Rákospalota, Fő út felé |
| --- | --- |
| Rákospalota, Fő út vá. – Fő út – Epres sor – Régi Fóti út – Szentmihályi út – Bánkút utca – Vasutastelep utca – Szent korona útja – Apolló utca – Késmárk utca – Rákospalotai határút – Pálya utca – Csömöri út – Rákosszentmihály, MÁV-állomás vá. | Rákosszentmihály, MÁV-állomás vá. – Csömöri út – Rákóczi út – Rákospalotai határút – Késmárk utca – Madách utca – Thököly út – Apolló utca – Szent korona útja – Vasutastelep utca – Bánkút utca – Szentmihályi út – Vécsey Károly utca – Cserba Elemér út – Telek utca – Rákosmező utca – Régi Fóti út – Kossuth utca – Rákospalota, Fő út vá. |

## Megállóhelyei
| 0  | Rákospalota, Fő út végállomás                  | 20 | 24, 70, 104, 170, Palota 12 |
| 1  | Széchenyi tér                                  | ∫  | 70, 104, 170, Palota        |
| 2  | Epres sor                                      | ∫  |                             |
| 3  | Régi Fóti út                                   | ∫  | 24                          |
| 4  | Szentmihályi út                                | ∫  | 24, 25A, 96, 96, Palota     |
| ∫  | Kossuth utca                                   | 19 | 24, 104                     |
| ∫  | Csillagos köz                                  | 18 | 24, 104                     |
| ∫  | Rákosmező utca 39.                             | 18 |                             |
| ∫  | Telek utca                                     | 17 |                             |
| ∫  | Cserba Elemér út                               | 16 |                             |
| 5  | Bezerédj Pál utca (↓) Fazekas sor (↑)          | 15 | 25, 96                      |
| 6  | Aulich Lajos utca (↓) Pöltenberg Ernő utca (↑) | 14 |                             |
| 7  | Rákospalotai köztemető                         | 13 | 96, 130, Palota             |
| 8  | Szerencs utca                                  | 12 | 24 69                       |
| 9  | Wesselényi utca                                | 11 |                             |
| 10 | Kolozsvár utca (↓) Vasutastelep utca (↑)       | 10 | 67V, Palota 62, 69          |
| 11 | Pestújhelyi út                                 | 9  | 24, Palota                  |
| 12 | Thököly út                                     | 8  | Palota                      |
| 13 | Késmárk utca (↓) Nyírpalota utca (↑)           | 7  | 73, 77, 173                 |
| 14 | Fázis utca                                     | 6  | 77                          |
| 14 | Késmárk utca 9. (↓) Késmárk utca 20. (↑)       | 5  | 77                          |
| 15 | Késmárk utca 11. (↓) Késmárk utca (↑)          | 4  | 77                          |
| 16 | Rigó utca (↓) Rákospalotai határút (↑)         | 3  | 77, 131                     |
| 16 | Pálya utca                                     | ∫  | 131                         |
| 17 | Baross utca                                    | ∫  | 131                         |
| ∫  | Baross utca                                    | 2  | 77, 131                     |
| ∫  | Rákóczi út                                     | 1  | 31, 77, 92, 130, 131, 192   |
| 18 | Csömöri út (↓) Pálya utca (↑)                  | 0  | 31, 92, 130, 131, 144, 192  |
| 19 | Rákosszentmihály, MÁV-állomás végállomás       | 0  | 92, 192                     |